# Joseph Limagne
 (janvier 2012).
Joseph Limagne est un journaliste et éditorialiste français, spécialiste de l'international et des affaires européennes. Né le 19 mars 1946 à Lyon, il est, jusqu'au printemps 2009, secrétaire général de la rédaction du quotidien Ouest-France, dont il dirige les services parisiens et assure le commentaire de politique étrangère.

## Biographie
Fils de Pierre Limagne (1909-1995), qui fut rédacteur en chef adjoint et éditorialiste de politique intérieure du quotidien La Croix, Joseph Limagne est diplômé du Centre de formation des journalistes (CFJ) de Paris. Après son service national comme attaché de presse à l'ambassade de France à l'île Maurice, nouvellement indépendante, il appartient aux rédactions du quotidien Le Monde, puis de l'agence Associated Press à Paris. En 1975, il rejoint celle du bimensuel Informations catholiques internationales (ICI, groupe des Publications de la Vie catholique), dont il devient rédacteur en chef et qu'il transforme sous le titre de L'Actualité religieuse dans le monde (dont Le Monde des religions est l'héritier). En 1985, il est chargé de la rubrique de politique intérieure de l'hebdomadaire La Vie. Le quotidien régional Ouest-France le recrute en 1989 comme chroniqueur et éditorialiste de politique étrangère, basé à Paris. Avec ce journal, il devient l'un des promoteurs et animateurs de stages d'initiation aux réalités européennes, auxquels ont participé plus de 500 journalistes, à Strasbourg et à Bruxelles. Par la suite, il assure un enseignement en master Affaires européennes à Sciences Po Paris.
Joseph Limagne est membre de l'Association de la presse diplomatique, dont il est président de 2002 à 2005. Il appartient au bureau, puis au conseil d'administration du Mouvement européen-France et collabore pendant douze ans à l'Observatoire mondial des enjeux et des risques (OMER) du Centre de recherches internationales (CERI) de Sciences Po.
Joseph Limagne fait partie du Haut Conseil de la coopération internationale (HCCI), jusqu'à sa dissolution, en 2008. Il est aussi membre de l'association Europresse et du Comité d'orientation sur les questions européennes, institué par le secrétaire d'État Jean-Pierre Jouyet à l'occasion de la présidence française de l'Union européenne en 2008. Précédemment, il a appartenu au conseil d'administration de l'association Reporters sans frontières (RSF) et à la commission Justice et Paix.